# 늪가로목거북

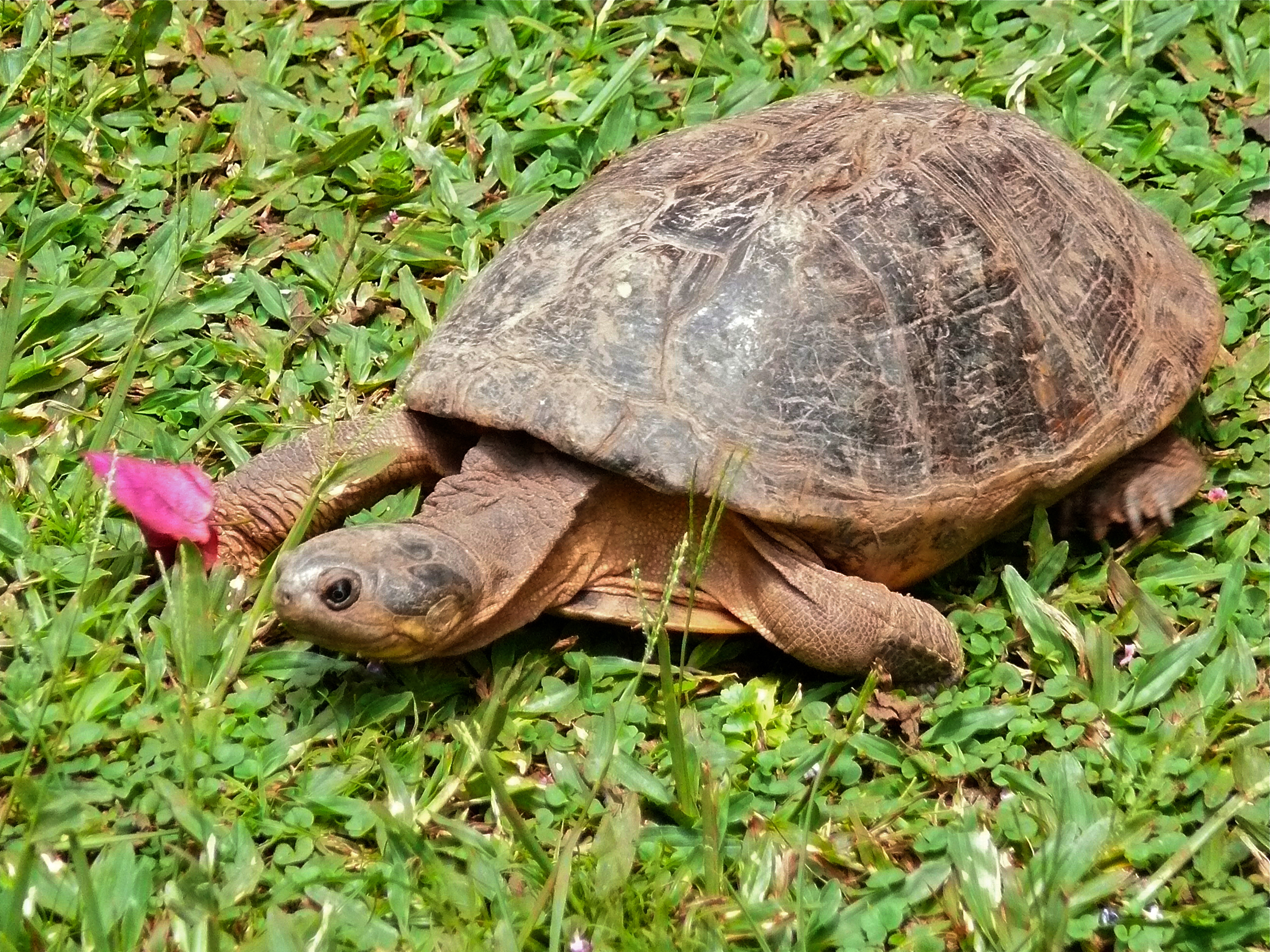

늪가로목거북(African helmeted turtle, Pelomedusa subrufa)은 가로목거북과에 속하는 잡식성 곡경아목의 일종이다. 이 종은 사하라 이남 아프리카 전역과 예멘 남부의 신선하고 고인 수역에서 자연적으로 발생한다.
최대 갑장 32.5cm 고 갑장 평탄하거나 약간 오목하다. 있다. 복갑은 약간 대형.흉갑판과 복갑판의 이음새가 없기 때문에, 전부의 복갑(전엽)을 구부릴 수 없다. )는 좌우의 2장이 접하지 않는다. 흉골판과 복골판은 접한다. 머리는 약간 대형이고 약간 편평하고 목에는 작은 수염 모양 돌기가 2개 있다. 많은 머리부의 복면의 색채는 담황색이나 황갈색이다. 알은 직경 2.5-4cm의 구형으로, 껍질은 탄력있는 피혁상. 달걀은 건조하면 분말상이 되는 분비물로 덮여, 이 분말은 물이나 개미 등의 포식성의 곤충으로부터 몸을 지킨다 효과가 있다. 유체는 후부연갑판이 약하고 톱 모양으로 뾰족한 개체도 있지만, 성장에 따라 사라진다. 수컷의 성체는 꼬리가 굵고 길고, 꼬리를 똑바로 뻗은 상태에서는 총 배설구 전체가 등등의 외측에 위치한다. 심지어 총 배설구의 대부분이 등갑보다 안쪽에 있다.

## 사육
늪가로목거북은 머리를 집어넣는 특이한 행동 때문에 애완동물로 인기가 높다.